# Bolsije Bereznyiki-i járás
A Bolsije Bereznyiki-i járás (oroszul Большеберезниковский район, erza nyelven Покш Килейбуе, moksa nyelven Оцю Березниконь район) Oroszország egyik járása Mordvinföldön. Székhelye Bolsije Bereznyiki.

## Népesség
- 1989-ben 19 113 lakosa volt.
- 2002-ben 15 584 lakosa volt.
- 2010-ben 14 072 lakosa volt, melynek 56,8%-a mordvin, 42,3%-a orosz.